# Loups=Garous kihi szubeki ókami
A Loups=Garous kihi szubeki ókami (ルー=ガルー 忌避すべき狼) 2001-ben megjelent japán sci-fi regény, melyet Kjogoku Nacuhiko írt. A regényből megjelenése után néhány évvel manga és animációs film is készült. A sorozat Makino Haduki, Kono Ajumi és Cuduki Mio történetét követi nyomon, kiknek célja, hogy elfogjanak egy bűnözőt és, hogy megdöntsék a disztópikus társadalmat.
A regény Japánban 2001. június 23-án jelent meg a Tokuma Shoten gondozásában, ami 2004. november 19-én újra kiadta, végül 2009. október 21-én a Kodansha is megjelentette. A regény mangaadaptációját, amely először a Tokuma Soten által kiadott Gekkan Comic Rjú magazin 2006. szeptember 19-ei lapszámában jelent meg, Higucsi Akihiko rajzolta. A regény animeadaptációját a Production I.G és a Transarts készítette el, amelyet 2010. augusztus 28-án mutattak be a japán mozikban.

## Történet
A regény története a közeljövőben játszódik, egy járvány kitörése után, melyben elpusztult az emberiség jelentős része. Az emberek kizárólag monitorokon keresztül lépnek kapcsolatba egymással és csak szintetikus ételeket fogyasztanak. Kontrollált társadalomban élnek, ahol a személyes kommunikáció szigorúan szabályozva van. A gyermekek kizárólag az iskolák területén, úgynevezett kommunikációs központokban léphetnek kapcsolatba másokkal, így céljává válva a sorozatgyilkosoknak. Makino Haduki, Kono Ajumi és Cuduki Mio iskolások eltökélt szándéka, hogy elfognak egy bűnözőt és megdöntik a disztópikus társadalmat.
Ahogy egyre jobban belebonyolódnak az eseményekbe Makino rájön, hogy az amit a monitorokról tudnak nem teljesen fedi a valóságot: Isida Riicsiro, a rendőrség „brutális bűnügyekkel foglalkozó részlegének” igazgatója, valójában soha nem is létezett. Szuzuki Keitaró, az SVC nevű cég: a szintetikus ételek kizárólagos gyártójának halottnak hitt vezetője, hozta létre félrevezetés céljából. A vállalatot kizárólag azért hozta létre, hogy megalkothassa a „tökéletes ízt”, az emberi hús ízét, aminek az életét köszönhette a háború alatt. A szintetikus ételekkel az volt a célja, hogy egészségesen nőjenek fel a gyermekek, így a húsuk is finomabb lehessen. Cuduki feltöri az SVC rendszereit, így megbénítva Szuzuki ténykedéseit. Miután felfedik kilétét Kono egy késsel elmetszi a torkát. Az ügyet a rendőrség végül eltussolta, Konót is felmentették bűnei alól.

## Adaptációk

A film főszereplői. Balról jobbra: Rei Mjao, Makino Haduki, Kono Ajumi és Cuduki Mio

### Manga
A regény története alapján készült mangát Higucsi Akihiko rajzolta, először a Tokuma Soten által kiadott Gekkan Comic Rjú magazin 2006. szeptember 19-ei lapszámában jelent meg, majd később tankóbon kötetek formájában.

### Animációs film
A regényen alapuló animációs filmet a Production I.G és a Transarts készítette el, a japán mozik 2010. augusztus 28-án mutatták be. Zenéjét a japán Scandal együttes szerezte, három számuk is megjelent a filmben; a Midnight Television főcímdalként, a Szajonara My Friend végefőcímdalként, míg a Koshi-Tantan betétdalként. A zenekar maga is megjelent a filmben a motion capture technológia segítségével és kisebb szerepek szinkronizálását is vállalták.